# Los primeros, los últimos
Los primeros, los últimos (en francés : Les Premiers, les Derniers ) es una película dramática belga-francesa escrita, dirigida y protagonizada por Bouli Lanners. 
La película se estrenó en la sección Panorama en el 66.ª edición del Festival Internacional de Cine de Berlín. En Berlín, ganó el Premio del Jurado Ecuménico y el Sello Europa Cinemas. Recibió ocho nominaciones en los Premios Magritte, ganando cinco, incluyendo Mejor Película y Mejor Director para Lanners.

## Sinopsis
Dos cazadores de recompensas están buscando un teléfono celular en el campo francés porque el aparato guarda archivos muy comprometedores, y necesitan devolvérselo a su propietario. En su camino conocerán a gente pintoresca.

## Reparto
- Albert Dupontel como Cochise.
- Bouli Lanners como Gilou.
- Suzanne Clément como Clara.
- Michael Lonsdale como Jean-Berchmans.
- David Murgia como Willy.
- Aurore Broutin como Esther.
- Philippe Rebbot como Jésus.
- Serge Riaboukine
- Lionel Abelanski
- Max von Sydow